# Legendre-symbool
Het Legendre-symbool of kwadratisch karakter is een functie, die in 1798 door Adrien-Marie Legendre werd ingevoerd. Hij deed dat toen hij stellingen probeerde te bewijzen ten aanzien van de kwadratische reciprociteit. Het Legendre-symbool heeft als voorbeeld gediend voor andere hogere machts residu-symbolen, zoals voor het Jacobi- en het Kronecker-symbool. Het is een van de eerste voorbeelden van een homomorfisme.

## Definitie
Het Legendre-symbool {\displaystyle \left({\tfrac {a}{p}}\right)}, soms geschreven als {\displaystyle \left(a|p\right)}, wordt voor hele getallen {\displaystyle a} en priemgetallen {\displaystyle p} gedefinieerd door:
{\displaystyle \left({\frac {a}{p}}\right)={\begin{cases}\ \ \ 0{\mbox{ als }}a\equiv 0\mod {p}\\+1{\mbox{ als }}a\not \equiv 0\mod {p}{\mbox{ en voor zeker heel getal }}x,\ x^{2}\equiv \ a\mod {p}\\-1{\mbox{ als een dergelijke }}x{\mbox{ niet bestaat }}\end{cases}}}
Als {\displaystyle a|p=1} wordt {\displaystyle a} een kwadratisch residu genoemd {\displaystyle {\text{mod}}\ p}, als {\displaystyle a|p=-1}, dan wordt {\displaystyle a} een kwadratisch niet-residu {\displaystyle {\text{mod}}\ p} genoemd. Het is gebruikelijk om nul als een speciaal geval te behandelen.
Gauss gebruikte de notatie {\displaystyle a\mathrm {R} p}, {\displaystyle a\mathrm {N} p} afhankelijk van het feit of {\displaystyle a} een residu of een niet-residu van {\displaystyle p} is.
De periodieke rij {\displaystyle \left(a|p\right)} voor {\displaystyle a} gelijk aan 0, 1, 2,... wordt soms de Legendre-rij genoemd, met de {0,1,-1} waarden soms weergegeven door {1,0,1} of {0,1,0}.

## Eigenschappen
Het Legendre-symbool is periodiek met periode {\displaystyle p}, dus hangt alleen van de restklasse van {\displaystyle a\ {\text{mod}}\ p} af.
De kwadratische residuen {\displaystyle {\text{mod}}\ p} vormen een ondergroep met index 2 in de vermenigvuldigingsgroep {\displaystyle \mathbb {Z} /p\mathbb {Z} ^{*}}. Dus van de restklassen {\displaystyle {\text{mod}}\ p} die niet de nulklasse zijn, is precies de helft een kwadraat.

## Criterium van Euler
Het criterium van Euler laat een rechtstreekse berekening van het Legendre-symbool toe:
{\displaystyle \left({\tfrac {a}{p}}\right)\equiv a^{\frac {p-1}{2}}\mod {p}}
Of: als {\displaystyle p} een oneven priemgetal is, en {\displaystyle a} geen veelvoud van {\displaystyle p}, dan is {\displaystyle a} een kwadratisch residu {\displaystyle {\text{mod}}\ p} als en slechts als {\displaystyle a}({\displaystyle p}-1)/2-1 een veelvoud is van {\displaystyle p}, en een kwadratisch niet-residu {\displaystyle {\text{mod}}\ p} als en slechts als {\displaystyle a^{(p-1)/2}+1} een veelvoud is van {\displaystyle p}.

### Voorbeeld
Om na te gaan of 8 congruent is met een kwadraat modulo 17, kunnen we alle kwadraten modulo 17 uitrekenen, om vast te stellen dat
{\displaystyle 12^{2}=144\equiv 8}
maar we kunnen ook het criterium van Euler gebruiken en nagaan dat
{\displaystyle 8^{\frac {17-1}{2}}=8^{8}=64^{4}\equiv 13^{4}=169^{2}\equiv (-1)^{2}=1}

## Andere symbolen
- Het Jacobi-symbool is een veralgemening van het Legendre-symbool, dat samengestelde laagste getallen toestaat, hoewel het laagste getal nog steeds oneven en positief moet zijn. Deze veralgemening geeft een doeltreffende methode om alle Legendre-symbolen te berekenen.
- Een verdere veralgemening is het Kronecker-symbool dat de laagste getallen uitbreidt naar alle gehele getallen.